# Amboy Crater

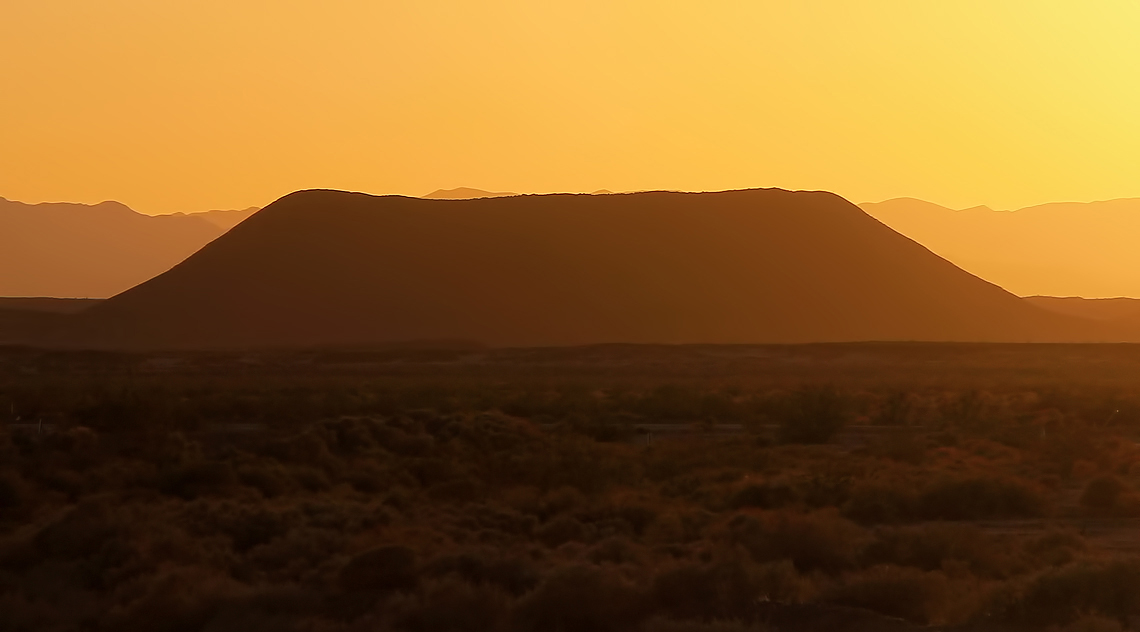
De Amboy Crater bij avondschemering

Amboy Crater is een uitgedoofde vulkaan van het type sintelkegel in het zuiden van de Amerikaanse staat Californië. De 288 meter hoge sintelkegel steekt zo'n 75 meter uit boven een 70 km² groot lavaveld (Lava Field genaamd) in de Mojavewoestijn, zo'n 4,5 km ten zuidwesten van het spookstadje Amboy langs de historische Route 66 in San Bernardino County. 
De sintelkegel is vermoedelijk ongeveer 79.000 jaar oud en barstte – opnieuw vermoedelijk – 10.000 jaar geleden voor het laatst uit. De vulkaan en het lavaveld, het Amboy Crater National Natural Landmark, werden in mei 1973 erkend als National Natural Landmark. Wandelaars kunnen naar de kam van de vulkaan en in de krater wandelen.